# Kerron Clement
Kerron Clement, ameriški atlet trinidadskega rodu, * 31. oktober 1985, Port of Spain, Trinidad in Tobago.
Clement nastopa v teku na 400 m z ovirami, ki je njegova paradna atletska disciplina. Ob tem tekmuje še v teku na 400 m, v katerem ima v lasti aktualni dvoranski rekord. S časom 44.57 je namreč marca 2005 podrl rekord Michaela Johnsona.
Leta 2007 je v teku na 400 m z ovirami na Svetovnem prvenstvu v Osaki vknjižil zlato kolajno, naslednje leto je na Poletnih olimpijskih igrah v Pekingu v isti disciplini zaostal le za rojakom Angelom Taylorjem in tako pobral srebro. Leta 2009 je nato na berlinskem Svetovnem prvenstvu ubranil svetovni naslov. Clement je tudi reden član ameriške štafete 4x400 m, s katero je osvojil zlato tako na Svetovnih prvenstvih 2007 in 2009, kot tudi na Poletnih olimpijskih igrah 2008.
Nase je opozoril že kot mladinec, ko je leta 2004 na Svetovnem mladinskem prvenstvu postavil rekord turnirja. Prav tako je v letih 2004 in 2005 postal ameriški univerzitetni (NCAA) prvak. Po koncu nastopanja za Univerzo Floride mu je zelo hitro uspel preboj na članski sceni, saj je že v letih 2005 in 2006 slavil na Ameriškem državnem prvenstvu na prostem. V svojem prvem nastopu na očeh svetovne javnosti, na Svetovnem prvenstvu 2005 v Helsinkih, je zasedel 5. mesto, že naslednje leto pa je osvojil 1. mesto na Kontinentalnem pokalu v Atenah, Grčija.

## Kariera
Clement se je rodil v prestolnici Trinidada in Tobaga, Port of Spainu. Z družino se je leta 1998 preselil v ZDA. Kmalu po selitvi se je uveljavil kot uspešen atlet, v La Porteju, Teksas je tako na ameriškem mladinskem (srednješolskem) državnem prvenstvu slavil v tekih na 110 in 400 m, oboje z ovirami.
Ameriški državljan je postal junija 2004. Na julijskem Svetovnem mladinskem prvenstvu je za svojo novo domovino že priboril zlato v teku na 400 m z ovirami, to mu je uspelo z rekordnim časom tekmovanja 48.51. Na tem prvenstvu je pomagal tudi ameriški štafeti 4x400 m, s katero je postavil mladinski rekord 3:01.09. Istega leta je zmagal še na Ameriškem univerzitetnem (NCAA) prvenstvu, vnovič v teku na 400 m z ovirami.
12. marca 2005 je kot član Univerze Floride slavil na NCAA dvoranskem prvenstvu v Fayettevillu, Arkansas. V atletskem centru Randal Tyson Track Center mu je uspel celo tako dober čas - 44.57 - da je podrl predhodno veljavni svetovni dvoranski (članski) rekord Michaela Johnsona (44.63). Prvih 200 metrov je celo pretekel v času 21.08. Zatem je Clement sodeloval še pri enem odličnem dosežku, ko je s štafeto floridske univerze 4x400 m časomerilec zaustavil pri 3:03.51.
Odlično formo je še stopnjeval in na Ameriškem državnem prvenstvu na prostem v Carsonu, Kalifornija, s časom 47.24 postavil svoj osebni rekord. S tem izidom je ob koncu sezone tudi prejel titulo za najboljši dosežek sezone na svetu. Čas 47.24 je obveljal tudi za najhitrejši čas discipline 400 m z ovirami v predhodnih 7 letih. S prihodom na Svetovno prvenstvo 2005 v Helsinke, Finska, je njegova forma zbledela in v finalu teka na 400 m z ovirami je zasedel (šele) 4. mesto, s čimer je tudi izgubil mesto na stopničkah.
Naslednje leto je za ZDA nastopil na Kontinentalnem pokalu, na katerem je v svoji, do tedaj že paradni disciplini, zmagal. Na Svetovnem prvenstvu 2007 je imel v japonski Osaki priložnost za popravni izpit, ki mu je do potankosti uspel. Ne samo, da je pobral zlato kolajno, dosegel je namreč tudi čas 47.61, ki mu je še tretje leto zapored prinesel naslov lastnika najboljšega dosežka leta v teku na 400 m z ovirami na svetu.
29. junija 2008 se je Clement v Eugenu, Oregon, prebil skozi sito olimpijskih kvalifikacij. Na pekinških igrah je nato upravičil pričakovanja in se uvrstil v finale, v katerem je veljal za rahlega favorita proti rojaku Angelu Taylorju. Slednji pa je nato presegel samega sebe in z osebnim rekordom 47.25 odnesel zlato kolajno. Clement je končal kot drugi, s časom 47.98. Ta manjši neuspeh je nato Clement popravil v štafeti 4x400 m, saj je kljub nenastopanju v finalu osvojil zlato kolajno. Piko na i uspešni sezoni je nato postavil s slavjem na Finalu svetovne atletike v nemškem Stuttgartu.
V letu 2009 je Clement nastopil še na tretjem Svetovnem prvenstvu in suvereno ubranil naslov iz Osake. Aktualni olimpijski prvak Taylor je sicer izpadel že v kvalifikacijah. Clementu je v velikem finalu uspel čas 47.91, s katerim je prehitel predhodno najboljšo znamko sezone Južnoafričana L. J.-ja van Zyla (47.94). Čas 47.91 ga je še tretjič postavil na mesto lastnika najboljšega izida sezone v teku na 400 m z ovirami na svetu. Sezono je nato zaključil še s slavjem na Finalu svetovne atletike v grškem Thessalonikiju, ki se je kasneje izkazal za zadnjo izvedbo tega tekmovanja.

## Osebni rekordi
| Disciplina        | Dosežek | Prizorišče                  | Datum            |
| ----------------- | ------- | --------------------------- | ---------------- |
| 55 m (v dvorani)  | 7.28    | Gainesville, Florida, ZDA   | 15. januar 2005  |
| 60 m (v dvorani)  | 7.80    | Lexington, Kentucky, ZDA    | 28. februar 2004 |
| 100 m             | 10.23   | Coral Gables, Florida, ZDA  | 14. april 2007   |
| 110 m z ovirami   | 13.77   | Omaha, Nebraska, ZDA        | 8. avgust 2002   |
| 200 m             | 20.48   | Coral Gables, Florida, ZDA  | 14. april 2007   |
| 300 m (v dvorani) | 31.94   | Fayetteville, Arkansas, ZDA | 10. februar 2006 |
| 400 m z ovirami   | 47.24   | Carson, Kalifornija, ZDA    | 26. junij 2005   |
| 400 m             | 44.48   | Stockholm, Švedska          | 7. avgust 2007   |
| 400 m (v dvorani) | 44.57   | Fayetteville, Arkansas, ZDA | 12. marec 2005   |

- Vir:[4]